# Maha Kali
Albums de Dissection
Live Legacy
(2003) Reinkaos
(2006)
Maha Kali est le deuxième EP du groupe de black metal suédois Dissection. L'album est sorti en 2004 sous le label Escapi Music. Le nom de l'album est une référence à la déesse hindoue Kali. La pochette de l'album est une représentation de la déesse.
Il s'agit de la première production du groupe depuis la libération de prison de son leader, Jon Nödtveidt, marquant ainsi la reformation de Dissection. On remarque que le style du groupe a beaucoup changé. En effet, alors que The Somberlain et Storm of the Light's Bane sont des albums de Black metal, cette œuvre est à grande dominante death metal mélodique, style de leur prochain et ultime album studio Reinkaos, sorti en 2006, dont cet EP assure la promotion.
Cet EP est composé d'un titre inédit, qui figurera dans la liste des titres de Reinkaos, et d'une version alternative du titre Unhallowed de l'album Storm of the Light's Bane, version plus proche du style Reinkaos.

## Musiciens
- Jon Nödtveidt - chant, guitare
- Set Teitan - guitare
- Brice LeClercq - basse
- Tomas Asklund - batterie

## Liste des titres
| 1.    | Maha Kali                    | 6:01 |
| 2.    | Unhallowed (Rebirth Version) | 6:06 |
| 12:07 |                              |      |